# Mesaiokeras semiplenus
Mesaiokeras semiplenus is een eenoogkreeftjessoort uit de familie van de Mesaiokeratidae. De wetenschappelijke naam van de soort is voor het eerst geldig gepubliceerd in 1973 door Andronov.